# Reportaje sensacional
Reportaje sensacional (título original en inglés, Somewhere I'll Find You) es una película estadounidense de 1942, dirigida por Wesley Ruggles y distribuida por Metro-Goldwyn-Mayer. Está protagonizada por Clark Gable y Lana Turner; tardó casi dos años en rodarse completamente y es la última película de Gable antes de enrolarse en las Fuerzas Aéreas para combatir en la Segunda Guerra Mundial. Su primera película después de la guerra fue Aventura (Adventure, 1945).

## Argumento
En octubre de 1941, dos hermanos, Jonny (Clark Gable) y Kirk Davis (Robert Sterling), ambos corresponsales de guerra, vuelven a los todavía neutrales Estados Unidos después de ser expulsados de Alemania. El jefe de Johnny, George L. Stafford (Charles Dingle), editor del diario aislacionista New York Daily Chronicle se niega a publicar su artículo sobre los planes de Alemania y Japón para el resto del mundo. Pero Jonny se las apaña para publicarlo a sus espaldas y le despiden.
Cuando Jonny se dirige a su antigua residencia en casa de sus amigos y arrendadores, Evie (Lee Patrick) y Willie Manning (Reginald Owen), se disgusta —a pesar de haber estado ausente varios años— al comprobar que se lo han alquilado a Paula Lane (Lana Turner), una periodista en periodo de aprendizaje que aspira a ser corresponsal en el extranjero. El mujeriego Jonny está muy interesado en la hermosa rubia, pero pronto descubre que su hermano ya tiene una relación con ella. Se establece un triángulo amoroso. A pesar de estar enamorado de Paula, Jonny intenta arreglar las cosas para que elija a Kirk.
Al cabo del tiempo, se reúnen en Manila... el domingo, 7 de diciembre, el día del ataque a Pearl Harbor, que introduce a los Estados Unidos en la guerra. Jonny insiste en que los dos embarquen con destino Australia, mientras que se queda para enviar los reportajes al Chronicle, pero consiguen volver escabulléndose en la barca del práctico, después de haberlos visto a salvo a bordo. Kirk se enrola y Paula se une a la Cruz Roja.   
Cuando los japoneses invaden Filipinas, Jonny se encuentra por casualidad con su hermano; Kirk forma parte de un destacamento bajo el mando del teniente Wade Hall (Van Johnson) que tienen asignada la tarea de repeler un desembarco japonés. Kirk y la mayoría de los defensores mueren en el feroz combate. Jonny piensa que también Paula ha fallecido cuando el hospital donde trabajaba fue arrasado, pero resulta que estaba fuera acompañando a un grupo de heridos. Cuando por fin se encuentran, Jonny la sienta frente a una máquina d escribir y le dicta el final del reportaje para el periódico.

## Reparto
- Clark Gable ... Jonathan «Jonny» Davis
- Lana Turner ... Paula Lane
- Robert Sterling ... Kirk «Junior» Davis
- Patricia Dane ... Crystal McRegan
- Reginald Owen ... Willie Manning
- Lee Patrick ... Eve «Evie» Manning
- Charles Dingle ... George L. Stafford
- Sara Haden ... señorita Coultier
- Van Johnson ... teniente Wade Hall (sin acreditar)[1]

## Producción
La película se diseñó para desarrollar la inmensamente popular pareja Gable/Turner. Después del éxito de Quiero a este hombre (Honky Tonk, 1941), MGM buscaba sacar el máximo provecho de este nuevo equipo, esperando repetir los magníficos resultados en taquilla de Gable con otras actrices: Joan Crawford (8 películas), Jean Harlow (6 películas) y Myrna Loy (7 películas) en la década de 1930. Una vez comenzado el rodaje, Gable y Turner mantuvieron una amistosa relación de trabajo. 
Se suspendió el rodaje durante un mes después de que la actriz Carole Lombard, esposa de Gable, falleciera en un accidente aéreo. A Gable se le permitió ausentarse durante un breve periodo de duelo y el estudio estuvo a punto de desechar la película. Se renombró como Red Light (Luz roja) pero recuperó su título original Somewhere I'll Find You antes del estreno.
Reportaje sensacional, al igual que Quiero a este hombre (Honky Tonk, 1941) —la otra película con el tándem Gable/Turner—, fue un éxito de taquilla. La pareja, años más tarde, todavía compartió cartel en otras dos películas: La rival (Homecoming, 1948) y Brumas de traición (Betrayed, 1954). En ambas, como en Reportaje sensacional, Gable y Turner tienen papeles de camaradas y amantes durante la Segunda Guerra Mundial.